# شاذلیه

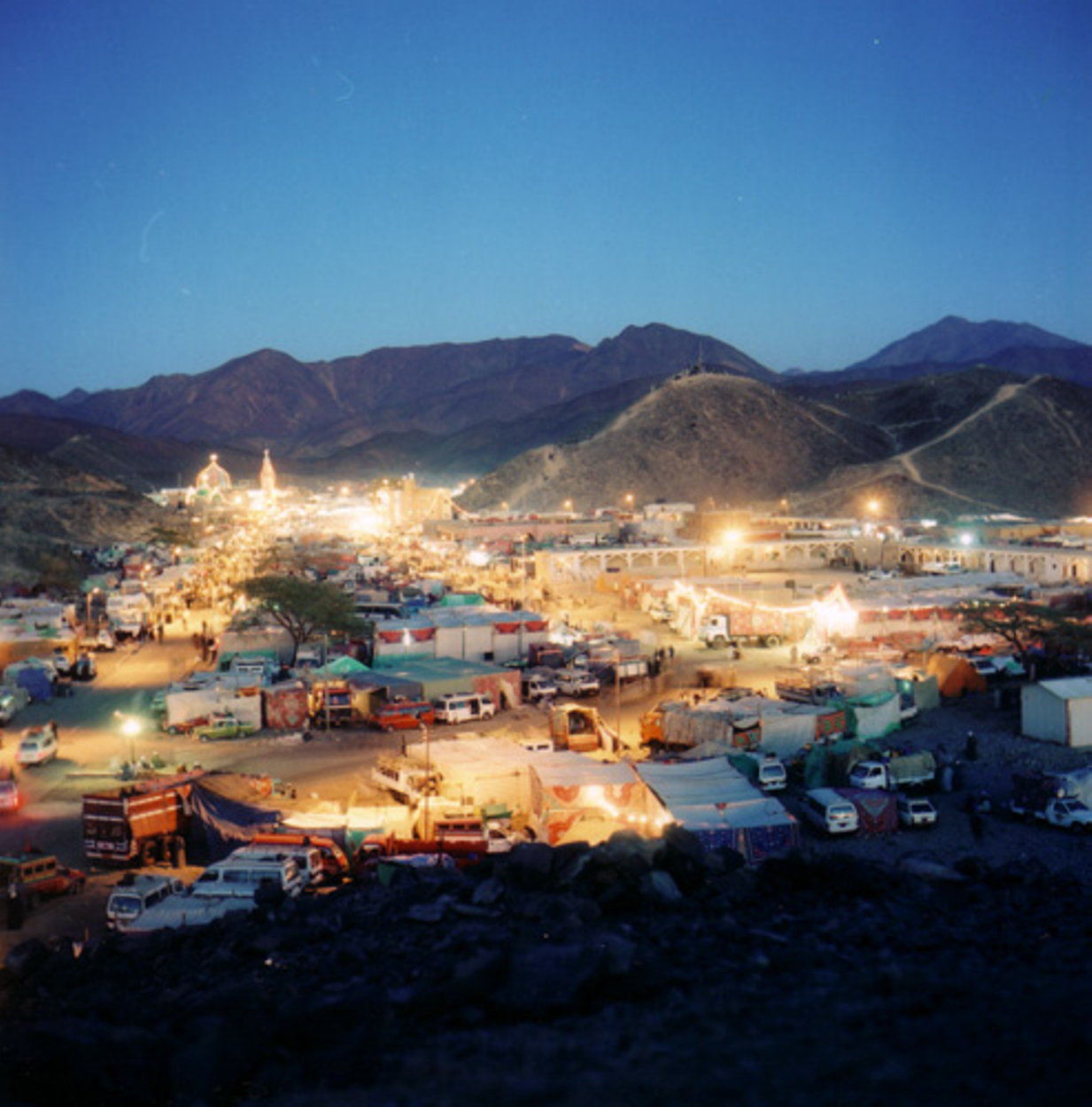
درگاه «مقدس» امام شاذلی، حُمیثره، مصر

شاذِلیه طریقتی است از تصوف اهل سنت که ابوالحسن شاذلی (۶۵۶–۵۹۳) آن را بنیاد نموده‌است؛ مریدان و پیروان طریقت شاذلیه، شاذلی خوانده می‌شوند. این طریقت صوفیه بیشترین پیروان را در شمال آفریقا و به ویژه کشورهایی چون مراکش، مصر، سوریه، لیبی و سودان دارد.
شماره فرقه‌هایی که از شاذلیه جدا شده‌اند به سیزده می‌رسد و در میان خود شاذلیه پیروان طریقه شیخیه، طیبیه و درقاویه از سایر گروه‌ها بیشتر است.

## پیشینه
شاذلیه از طریقت شعیب ابومدین که در الجزیره درگذشت، منشعب شده‌است. عبدالسلام بن مشیش از شاگردان ابومدین بود که آموزه‌های وی را نوشت و به ابوالحسن شاذلی منتقل کرد. ابوالحسن شاذلی در روستای عماره در مراکش به دنیا آمد و برای رواج دادن آموزه‌های خود به تونس کوچید. وی در سر راه سفر به حج در بیابان عیذاب مصر وفات یافت.
ابوالعباس المرسی از دیگر شخصیت‌های بارز طریقت شاذلیه است، که اصلاً از مرسیه در اندلس بود اما در اسکندریه مصر می‌زیست؛ وی قطب طریقت و خلیفه ابوالحسن شاذلی پس از وی است. در دوران معاصر، از شیوخ بزرگ طریقت شاذلیه شیخ احمد علوی است که مارتین لینگز در کتاب عارفی از الجزایر به باورها و دیدگاه‌های او پرداخته‌است.
دو انشعاب بزرگ طریقت شاذلیه، دروقیه و مریمیه است. دروقیه در اواخر قرن هجدهم میلادی بنیان نهاده شد و به نام محمد عربی دروقی شناخته می‌شود. انشعاب دیگر، مریمیه است که شیخ عیسی نورالدین احمد یا فریتهوف شوئون، شاگرد اروپایی شیخ احمد علوی آن را بنیان نهاد. انشعاب مریمیه بیشترین پیروان را در اروپا و آمریکای شمالی دارد؛ مارتین لینگز، تیتوس بورکهارت و سید حسین نصر از پیروان طریقت شاذلیه مریمیه هستند.

## روش
دربارهٔ شاذلیه گفته‌اند که این طریقت آسان‌ترین طریقت‌هاست؛ چرا که نیازی به مجاهدت‌های پیچیده و طاقت‌فرسا ندارد. در طریقت شاذلیه از سازهای موسیقی خبری نیست، و تنها به آهنگ‌های موزون، دعا، یا اشعار عرفانی اکتفا می‌شود؛ که هنگام تلاوت، روندی تصاعدی و شتابدار دارند.
اصول پنج‌گانهٔ طریقهٔ ابوالحسن شاذلی عبارتند از:
1. خداترسی ظاهری و باطنی
2. پیروی از سنت در گفتار و کردار
3. عدم اعتنای به خلق؛ چه در روزگار خوشی و چه به هنگام بدی روزگار
4. تسلیم و رضا در امور جزئی و کلی
5. توکل در شادی و اندوه

او از مریدانش می‌خواست که در عین اشتغال به کارهای خود، به نیایش بپردازند. شواهدی وجود دارد که وی پیروان خویش را از ترک اشتغالات و امور عادی بازمی‌داشت؛ با گدایی مخالفت می‌کرد، و از پذیرش اعاناتی که حکومت وقت برای اعطا به خانقاه فقرا اختصاص داده بود، خودداری می‌کرد. آماج فرجامین شاذلی، رسیدن به مقام فنا بود و برای این منظور، از روش وردخوانی پیروی می‌کرد.از جمله نوادگان ابوالحسن شاذلی در کردستان می‌توان به شیخ زکریا شاذلی معروف ب کاکو زکریا شاذلی قدس سره که شجره ایشان به این ترتیب می باشد [[شیخ زکریا ابن شیخ عبدالرحمان ابن شیخ حسن ابن شیخ سلیمان ابن شیخ خالد ابن شیخ ابولحسن شیخ علی تقی الدین شاذلی]که شیخ زکریا در مریوان استان کردستان ایران ساکن هستند و صاحب دوازده فرزند که ب مقام قطب رسیده بودند که فرزندان برجسته انها شاه نعمت الله ولی و حضرت سلطان پیر یونس انجیران بود [که نواده گانش در خدمت شرع و خدمت به مردم هستند ]]